# Ярджиловци
Ярджиловци (болг. Ярджиловци) — село в Болгарии. Находится в Перникской области, входит в общину Перник. Население составляет 1 107 человек.

## Политическая ситуация
В местном кметстве Ярджиловци, в состав которого входит Ярджиловци, должность кмета (старосты) исполняет Григор Стоянов Христов (Болгарская социалистическая партия (БСП)) по результатам выборов правления кметства.
Кмет (мэр) общины Перник — Росица  Йорданова Янакиева (коалиция в составе 2 партий: Болгарская социал-демократия (БСД), Болгарская социалистическая партия (БСП)) по результатам выборов в правление общины.